# Pipiza noctiluca
Espèce
Pipiza noctiluca est une espèce d'insectes diptères brachycères de la famille des Syrphidae, de la sous-famille des Eristalinae, de la tribu des Pipizini.

## Distribution
Europe, présente de l'Espagne à la Norvège, absente de Russie.

## Description
Corps noir long de 6 à 9 mm, présence de deux taches jaune-grisâtre sur le deuxième tergite de l'abdomen de la femelle. Aile présentant une zone fumée vers l'apex.

## Écologie
Les adultes visibles d'avril à septembre, butinent diverses espèces de fleurs ; les larves sont prédatrices des pucerons radicicoles ou gallicoles. 

## Synonymes
- Musca noctiluca Linnaeus, 1758 Protonyme
- Musca tristor Harris, 1780
- Pipiza tristor Harris, 1780)
- Pipiza vana Zetterstedt, 1843